# Шейх Руссель (футбольний клуб)
Шейх Руссель Кріра Чакра (бенг. শেখ রাসেল ক্রীড়া চক্র) — професійний бангладеський футбольний клуб з міста Дакка. Клуб був заснований у 1995 році, та грає в Прем'єр-лізі Бангладеш. У 2012 році клуб виграв Кубок Бангладеш, який став першим великим титулом клубу. У сезоні 2012—2013 років клуб також вигра Прем'єр-лігу. Керуючий директор «Bashundhara Group» Саєм Собхан Анвір є президентом клубу. Спочатку до 2021 року клуб грав на стадіоні «Сілхет Дістрікт Стейдіум», а пізніше перебрався на стадіон «Башундхара Кінгз Арена».

## Історія

### Заснування
Клуб «Шейх Руссель» був заснований в 1995 році, і названий на честь Шейха Русселя, сина колишнього президента Бангладеш шейха Муджибура Рахмана. Засновником клубу був Шахджахан Кабір, а нападник Шофікур Рахман Тіту в 1996 році був обраний першим капітаном команди. Клуб розпочав свої виступи в 1996 році з Піонерської футбольної ліги. Потім у 1998 році команда посіла друге місце в третьому дивізіоні Дакки та під керівництвом Вазеда Газі піднялася до Другого дивізіону Дакки.
У 2002 році «Шейх Руссель» зайняв друге місце в першому дивізіоні Дакки (другий дивізіон країни). Під час своєї першої появи в найвищому дивізіоні в сезоні 2003—2004 років «Шейх Руссель» приголомшив традиційних сильних гравців, таких як «Абахані», «Мохаммедан» і «Муктіджоддха Сангсад», і фінішував другим у вищому дивізіоні на той час, Прем'єр-дивізіоні футбольної ліги. З того часу, незважаючи на регулярні виступи в найвищій професійній лізі країни, Прем'єр-лізі Бангладеш, «Шейх Руссель» не досяг очікуваного успіху до початку наступного десятиліття.

### Виграш требла і подальша посуха на титули
У сезоні 2012—2013 років «Шейх Руссель» досяг свого найвищого успіху, вигравши внутрішній требл під керівництвом місцевого тренера Маруфула Хака. «Шейх Руссель» переміг клуб «Шейх Джамал Дхамонді Клаб» з рахунком 2–1 у додатковий час у фіналі Кубка Бангладеш, та вперше виборов титул переможця національного турніру. Пізніше клуб виграв фінал Кубка Незалежності 2013 року з рахунком 3–2 проти клубу «Шейх Джамал». Клуб зробив требл, знову випередивши «Шейх Джамал», цього разу в Прем'єр-лізі Бангладеш 2012—2013 років. Команда, капітаном якої був воротар Біплоб Бхаттачарджі, пропустила лише 14 голів у чемпіонаті, а гаїтянський плеймейкер Соні Норде був найрезультативнішим у команді, забивши 16 голів у чемпіонаті.>
Починаючи з сезону, коли «Шейх Руссель» виграв требл, клуб не зміг виграти жодного трофея, посівши друге місце в кількох турнірах, а також двічі вибув із кваліфікації Кубка АФК. Команда також зазнала поразки від «Мохамеддана» у фіналі Суперкубка 2013 року. Проте команді вдалося дійти до півфіналу Кубка президента АФК 2014 року.
9 січня 2015 року керуючий директор «Bashundhara Group» Саєм Собхан Анвір був призначений новим президентом клубу. Він запевнив, що клуб знову повернеться до боротьби за титули. Однак подальші інвестиції клубу не принесли успіхів, оскільки «Шейх Руссель» не зміг досягти перемог у турнірах у наступних сезонах.
20 квітня 2017 року ФІФА оштрафувала клуб «Шейх Руссель» на 2 тисячі швейцарських франків через суперечки щодо контракту з гравцем і тренером.

### Спроба перебудови
У жовтні 2018 року головним тренером клубу був призначений тренер-ветеран Сайфул Барі Тіту. У 2020 році «Шейх Руссель» був одним із 4 клубів з Бангладеш, які отримали ліцензію на Кубок АФК. Наступні 3 роки клуб робив спроби перебудови складу, підписуючи кількох гравців національної збірної разом із дорогими іноземними гравцями, однак клуб боровся за виживання в лізі, що призвело до звільнення Тіту після трьох з половиною років роботи в клубі в березні 2022 року.

## Титули і досягнення
- Чемпіон Бангладеш (1): 2012—2013
- Володар Кубка Бангладеш (1): 2012
- Володар Кубка Незалежності Бангладеш (1): 2012—2013